# Дубравка Шолян
Дубравка Шолян народилась 28 травня 1945 р., Сараєво,) — вчений, боснійський ботанік, професор

## Біографія
Дубравка Шолян народилася 28 травня 1945 року в Сараєво, де отримала початкову та середню освіту. У 1964/65 навчальному році вона поступив на факультет біології природничого факультету Університету Сараєво та закінчила його в 1967/68 році. Після закінчення природничого факультету Університету Сараєво (1969—1972) вона отримала звання магістра біологічних наук у 1978 році. Захистила магістерську роботупід назвою «Екологічна та анатомічна диференціація популяцій Edraianthus jugoslavicus Lakušić на південному сході Дінарідів», під наставництвом професора Радомира Лакушича.
На рідному факультеті в 1987 році здобула звання доктора біологічних наук, захистивши докторську дисертацію «Диференціація популяцій та видів роду Edraianthus DC. У районі гори Біоково» під наставництвом професора Радомира Лакушича.

## Досягнення
Дубравка Шолян зробила внесок у галузі Біосистематика, анатомії рослин та ідіоекології. Провела низку навчальних візитів та семінарів в Америці, Канаді, Фінляндії, Данії, Угорщині, Польщі, Чехії, Італії, Австрії, Німеччині, Іспанії, Словенії та Хорватії.
Шолян опублікувала близько 200 сотень праць: понад 40 наукових праць та 40 доповідей на конференціях, близько 100 фахових робіт та 14 книг, підручників, монографій, посібників чи практикумів. Зробила значний внесок у реалізацію 24 наукових досліджень та професійних проектів місцевого та міжнародного значення.
Вона зробила значний внесок у підготовку викладачів біології в Сараєво та інших центрах Боснії та Герцеговини.

## Відзнаки
- Шолян — володарка першої премії Асоціації видавців та бібліотекарів за найкращу наукову та професійну роботу в 2009 році за видавничий проект: «Рослини гір Боснії та Герцеговини»
- Володарка срібної брошки в акції «найуспішніша жінка в Боснії та Герцеговині» в 1997 році.
- Професор Шолян є президентом або членкинею кількох боснійських та міжнародних наукових та професійних асоціацій, співорганізатором кількох конференцій, редактором та членкинею редакційних рад кількох вітчизняних та міжнародних видань.

## Вибрані твори

### Наукові праці
- Шолян Д. (1978) Спроба застосувати та сприйняти цінність взаємного оцінювання учнів. Наша школа, 1: 55-58, Сараєво.
- Šoljan, D. (1982) Анатомія вегетативних органів виду Edraianthus jugoslavicus Lakušić. / Анатомія вегетативних органів виду Edraianthus jugoslavicus Lakušić. / GZM (PN) NS 21: 73-85, Сараєво.
- Шолян, Д. (1983) Еколого-морфологічна диференціація популяцій Edraianthus serpyllifolius (Visiani) DC. / Еколого-морфологічна диференціація виду Edraianthus serpyllifolius (Visiani) DC. / Рік Біол. ін-т Ун-т. у Сараєво, вип. 36: 249—258, Сараєво.
- Шолян Д. (1983) Еколого-морфологічна диференціація виду Edraianthus caricinus Schott NK на Біоково. / Еколого-морфологічна диференціація популяцій виду Edraianthus caricinus Schott NK на горі Біоково. / Acta Biokovica, Vol. 2: 183—196, Макарська.
- Шолян Д. (1984) Еколого-анатомічна диференціація популяцій виду Anemone nemorosa L. / Еколого-анатомічна диференціація популяцій виду Anemone nemorosa L. / Бюлетень SDEJ, вип. 3, сер. Б: 69-74, Сараєво.
- Шолян Д. (1987) Еколого-морфологічна диференціація популяцій Campanula portenschlagiana RS / Acta Biokovica, Vol. 4: 55-64, Макарська.
- Šoljan, D. (1987) Змінність морфологічних ознак листя чорної вільхи / Alnus glutinosa /L./ Geartn.) / Змінність морфологічних характеристик листа липкої вільхи (Alnus glutinosa /L./ Gearten). / Рік Біол. інт. Ун-т. у Сараєво, вип. 40: 100—115, Сараєво.
- Šoljan, D. & Abadžić, S. (1988) Нові сорти двох видів роду Edraianthus DC. / Нові сорти двох видів роду Edraianthus DC. / Матеріали наукової конференції «Мінерали, гірські породи, вимерлий та живий світ», Сараєво, Національний музей, с. 273—277, Сараєво.
- Šoljan, D. (1990) Морфологічна диференціація популяцій Campanula portenschlagiana Schultes та Roemer et Schultes. / Морфологічна диференціація виду Campanula portenschlagiana Schultes у Roemer et Schultes. / GZM (PN) NS 29: 39-50, Сараєво.
- Šoljan, D. (1991) Деякі морфо-анатомічні характеристики хвої ялини (Picea abies /L./ Karsten) на сфагновому торфовищі. / Деякі морфо-анатомічні характеристики хвої звичайної ялини (Picea abies /L./ Karsten) на сфагновому болоті. / Вісник Товариства екологів БіГ, Екологічні монографії, сер. А, Т. 7: 85-90, Сараєво.
- Šoljan, D. (2001) Поширення рідкісних та зникаючих видів роду Campanula L. у Боснії та Герцеговині. Дискусії IV. клас SAZU, XLII-2: 229—241, Любляна.
- Šoljan, D. & Muratović, E. (2004) Поширення Ambrosia artemisiifolia L. у Боснії та Герцеговині (II). (Поширення виду Amrosia artemisiifolia L. на території Боснії та Герцеговини II.) Гербологія, вип. 5, No 1: 1-5, Сараєво.
- Муратович, Е., Робін, О., Богуніч, Ф., Сольян, Д. та Сіляк-Яковлєв, С. (2010) Еволюція каріотипу та видоутворення європейських лілій із розділу Lyriotipus. Таксон 59 (1): 165—175.
- Šoljan, D. (2011) Sedum sarmentosum Bunge (Crassulaceae), алохтонний вид у флорі Боснії та Герцеговини. Herbologia Vol. 12, № 3: 15-21.
- Šoljan, D., Muratović, E. & Abadžić, S. (2012) Нова ділянка виду Astragalus fialae Degen. GZM (PN) NS 33: 63-66.
- Šoljan, D., Muratović, E., Abadžić, S. (2013) Orchidaceae in the flora of Mt. Ozren by Sarajevo. GZM NS 34: 51-64. .
- Šilić, Č., Šoljan D. (2017) Index florae Bosnae et Herzegovinae. GZM NS 37: 51-57.

### Книги та монографії
- Sofradžija, A., Hadžiselimović, R., Šoljan, D. (1995, 1997, 2005) Підручник з біології для першого класу середньої школи (у співавторстві). Видавництво: Міністерство освіти, науки, культури і спорту R / F БіГ, Педагогічний інститут Сараєво.
- Šoljan, D. & Redžić, S. (1996) Збалансований розвиток — шлях у майбутнє. Мала бібліотека Фондеко. Сараєво.
- Шолян, Д. та ін. (1998) Систематика вищих рослин — колекція верхньої фольги для 5 класу початкової школи. Видавництво: «Jež», Сараєво.
- Шолян Д. (2000): Кормофіти як біологічні ресурси. Університетська книга, Сараєво.
- Šoljan, D. et al (2000) Тести знань з біології для учнів початкової школи. Видавництво: NIK, «Сезам», Сараєво.
- Шолян, Д. та ін. (2002) Діти мають право на здорове довкілля. Видавництво: Орган омбудсмена Федерації БіГ, Департамент прав дитини в Мостарі.
- Кутлеша Л., Муратович Е., Шолян Д. (2003) Біосистематика кормофітів, практикум та робочий зошит. ПМФ, Сараєво.
- Šoljan, D., Abadžić, S., Muratović, E. (2003) Привабливі рослини (місце для пікніка в Сараєво / ботанічний путівник). Рада туризму Центру, Сараєво.
- Хажибегич, З., Танович, Л., Бабич-Авдіспахіч, Й., Маврак, М., Мумінович, Х., Пушина, А., Яятовіч, А., Дуб, Т К., Яганджак, А. Шолян, Д (2005) Матеріали для педагогічної та андрагогічної практики в університеті Видавництво: DES Sarajevo.
- Šoljan, D, та ін. (2006) Навколишнє середовище Видавництво: Фондеко — Фонд стимулювання збалансованого розвитку та якості життя, Сараєво.
- Шолян Д. (2008) Різноманітність судинної флори. В: Боснія і Герцеговина — країна різноманітності (Реджич С., Баруданович, Радевіч М., ред.). Федеральне міністерство навколишнього середовища та туризму, Сараєво.
- Шолян Д., Муратович Е., Абаджич С. (2009) Рослини гір Боснії та Герцеговини. TKD Шахінпашич та Фондеко Сараєво.
- Bilz, M., Kell, SP, Maxted, N., Lansdown, RV (2011) Європейський червоний список судинних рослин. Люксембург: Бюро публікацій Європейського Союзу
- Муратович Е., Шолян Д. (2011) Систематика кормофітів — Посібник та практикум із робочим зошитом. Факультет наук, Університет Сараєво, Сараєво (університетський посібник).
- Šilić, Č., Abadžić, S. & Šoljan, D. (2013) Флора та рослинність. В: Природна історія муніципалітету Томіграграда (ред. Ozimec, R. & Radoš, MM). Наша асоціація спадщини, Загреб і наша асоціація спадщини, Томіславград.
- Šoljan, D., Muratović, E., abadžić, S. (2014) Гірські орхідеї навколо Сараєво. Гарна книга. Сараєво.